# Nuyorican Poets Cafe

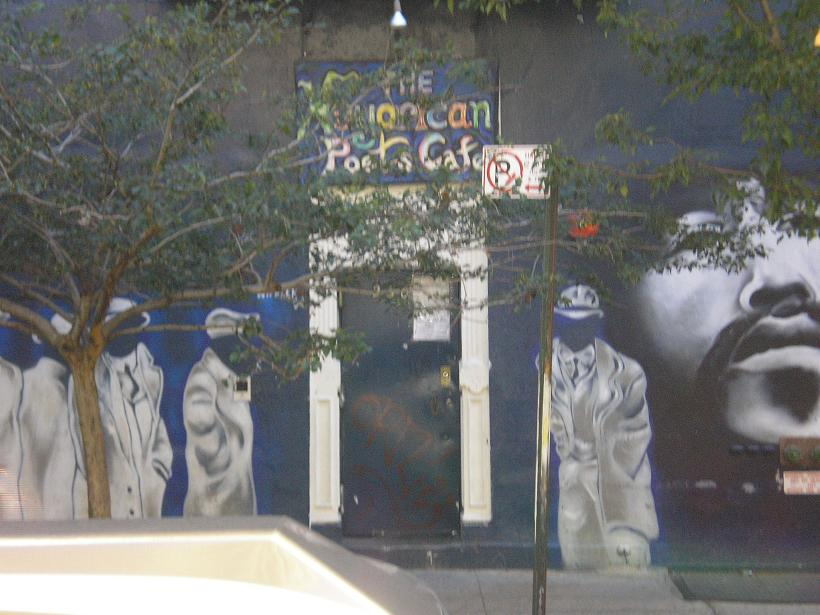
Nuyorican Poets Cafe

Nuyorican Poets Cafe – nowojorskie miejsce przedstawień kulturalnych (ang. performance venue), najbardziej znane z prezentowania sesji slam poetry, wystawia się tam także sztuki teatralne, przedstawia komedie stand-up, latynoski jazz, hip-hop i odczyty scenariuszy. Nuyorican Poets Cafe jest organizacją non-profit.
Klub jest zlokalizowany w East Village, we wschodniej części Manhattanu, w okolicy zwanej Alphabet City albo Loisaida. Cafe powstało w 1973 r. w pomieszczeniu byłego salonu mieszkania Miguela Algarína, pisarza, poety i profesora Rutgers University, który do 2004 był członkiem zarządu klubu.
W Nuyorican Poets Cafe prezentowali się m.in. Miguel Piñero (współzałożyciel), Pedro Pietri (współzałożyciel), Piri Thomas, Zoraida Santiago, Esmeralda Santiago, Edwin Torres, Daniel Dumile i Caridad „La Bruja” de la Luz.